# 翰林大学校
翰林大学校（ハルリムだいがっこう、英称: Hallym University）は、江原特別自治道春川市翰林大学路39に本部を置く大韓民国の私立大学である。1982年に設置された。

## 歴史
翰林大学校は1982年3月、学校法人一松学園により翰林大学として設立し開校した。初代学長には金鐸一が就任。1987年、大学院が設置され、1989年には翰林大学から翰林大学校に昇格し、初代学長を玄勝鍾が務めた。

## 組織

### 学部
- 人文大学
  - 国語国文学科　英語英文学科　哲学科　史学科　中国学科　日本学科　ロシア学科
- 社会科学大学
  - 心理学科　社会学科　社会福祉学部　政治行政学科　言論情報学部　法行政学部
- 経営大学
  - 経営学部　経済学科　財務金融学科
- 自然科学大学
  - 数学科　金融情報統計学科　電子物理学科　化学科　生命科学科　バイオメディカル学科　食品栄養学科　環境生命工学科　聴覚学専攻　言語病理学専攻　体育学部
- 情報電子工科大学
  - 電子工学科　ユビキタスコンピューティング学科　ユビキタスゲーム工学科
- 医科大学
  - 医芸・医学科　看護学部
- 基礎教育大学
  - 基礎教育
- 国際学部
  - 国際通商・経営専攻　国際マーケティング・コミュニケーション専攻　東アジア地域学専攻

### 大学院
- 一般大学院　(-)は修士課程のみ
  - 人文社会
    - 国語国文学科　英語英文学科　史学科　哲学科(-)　心理学科　社会学科　社会福祉学科　法学科　経済学科　経営学科　財務金融学科　政治外交学科　言論情報学科

  - 自然科学
    - 数学科(-)　物理学科(-)　化学科　生物学科　統計学科　バイオメディカル学科　食品栄養学科　環境生命工学科　言語聴覚学科　看護学科(-)

  - 工学
    - コンピュータ工学科　電子工学科

  - 芸体能
    - 体育学科

  - 医学
    - 医学科
- 経営大学院
  - 経営学修士課程（MBA）
- 社会福祉大学院
  - 社会福祉学専攻　老人福祉学専攻　家族治療学専攻
- 保険大学院
  - 保健学科　言語病理学科
- 臨床歯医学大学院
  - 口腔顎顔面インプラント学科　臨床歯科教程学科　インプラント補綴学科
- 治療科学大学院
  - 物理治療学科　作業治療学科　健康管理学科
- 臨床看護大学院
  - 臨床看護学科

## 学術交流協定

### 海外
日本
- 国際基督教大学
- 苫小牧駒澤大学
- 東北福祉大学
- 金沢大学
- 聖学院大学
- 名古屋市立大学
- 長崎大学
- 久留米大学
- 会津大学
- 立命館大学
- 立命館アジア太平洋大学
- 京都府立医科大学
- 立正大学

中国
- 煙台大学
- 南京師範大学
- 東北師範大学
- 延辺科学技術大学
- 中国人民大学
- 北京大学外国語学院
- 上海師範大学
- 長春師範大学
- 広東功業大学
- 青島大学
- 西安外国語大学
- ハルビン工業大学
- 北京語言大学
- 中央民族大学
- 吉林大学
- 青島科技大学
- 電子科技大学
- 延辺大学
- 山東師範大学
- 合肥学院
- 信陽師範大学

香港
- 香港城市大学

台湾
- 国立高雄師範大学
- 佛光大学
- 中原大学
- 元智大学
- 義守大学

シンガポール
- Parkway College of Nursing & Allied Health

アメリカ
- ハーバード大学韓国研究所
- ロチェスター大学
- サウスカロライナ大学
- デンバー大学
- ジョージア工科大学
- ニューヨーク州立大学オールバニ校
- テネシー大学
- Idaho State University
- University of Northern Iowa
- Columbia University College of Physicians and Surgeons
- Bloomfield College
- University of North Carolina at Charlotte
- Medical school of Cornell & Stanford & Columbia
- University of Hawaii at Manoa
- ケント州立大学
- カンザス大学
- The University of Wisconsin – Milwaukee
- Nicholls State University
- ジョージ・ワシントン大学
- La Roche College
- Kentucky State University

カナダ
- アルバータ大学
- ダルハウジー大学
- ブリティッシュコロンビア大学
- Camosun College
- George Brown College

イギリス
- University of Abertay Dundee
- University of Cumbria

オーストラリア
- オーストラリア国立大学
- セントラルクイーンズランド大学
- グリフィス大学
- ラ・トローブ大学
- ディーキン大学
- ニュージーランド
- ヴィクトリア大学ウェリントン

ドイツ
- ライン・フリードリヒ・ヴィルヘルム大学ボン
- ハンブルク大学
- Zeppelin University

スイス
- University of Business & Finance Switzerland
- University of Applied Sciences northwestern Switzerland

ハンガリー
- ハンガリー科学アカデミー

イタリア
- University of Verona

アイスランド
- Reykjavík University

エストニア
- Tallinn University of Technology

ベルギー
- University of Liège
- Vesalius College

フランス
- Universite Paris-EST Marne-la-Vallee
- EPF-ECOLE D'INGENIEURS
- ESC Saint-Etienne

スペイン
- Universidad Francisco de Vitoria
- Autonomous University of Barcelona

ロシア
- Russian State University for the Humanities
- Rostov State University of Economics
- Russian State Social University
- Maritime State University
- サンクトペテルブルク大学

スウェーデン
- Halmstad College

フィンランド
- University of Oulu
- オーボ・アカデミー大学

フィリピン
- フィリピン大学
- University of Asia and the Pacific

タイ
- Prince of Songkla University

カザフスタン
- Kazakhstan Institute of Management, Economics and Strategic Research

ペルー
- Universidad San Ignacio de Loyola S.A.

ベトナム
- ベトナム国家大学ホーチミン市校
- University of Medicine & Pharmacy at Hochiminh
- Foreign Trade University (Vietnam)
- Ho Chi Minh City University of Social Sciences and Humanities

マレーシア
- マラヤ大学

キルギス
- Arabaev Kyrgyz State University

モンゴル
- モンゴル国立大学
- Huree Institute of Information&Communication Technology
- Mongolia International University
- Ulaanbaatar State University of Mongolia
- Mongolian State University of Education

メキシコ
- Monterrey Institute of Technology and Higher Education
- Universidad de Monterrey

カンボジア
- Cambodian University of Health Sciences

トルコ
- Ankara University
- Erciyes University
- Adiyaman University
- Yeditepe University

アゼルバイジャン
- Khazar University, Republic of Azerbaijan